# Лабуан
Лабуан (малай. Labuan, джаві: لابوان) — федеральна територія, яка входить до складу Малайської федерації, розташована на декількох островах, головний з яких має таку ж назву. Лабуан знаний як офшорний банківський центр, який користується сприятливим географічним розташуванням (знаходиться між Сабахом, султанатом Бруней і Філіппінами).
Можливо, Лабуан став прототипом фантастичного султанату Кінакута в романі Ніла Стівенсона «Криптономікон».

## Географія
Федеральна територія Лабуан складається з острова Пулау-Лабуан (75 км²) і шести менших островів (Пулау-Бурунг, Пулау-Даат, Пулау-Кураман, Пулау-Папан, Пулау-Русукан-Кечіл та Пулау-Русукан-Бесар). Загальна площа усіх островів становить — 92 км². Острови розташовані за 8 км від узбережжя острова Калімантан.

## Історія
Лабуан був частиною індуїстської імперії Меджепегіт, і в XIV ст. потрапив під владу Брунейського султанату.
В 1840 англійці почали використовувати раніше безлюдний острів в операціях проти піратів, а потім як базу підводної телеґрафної лінії між Сингапуром і Гонконгом. В 1848 острів став англійською колонією. З 1 січня 1890 острів став колонією Північного Борнею (Сабах).
Під час Другої Світової Війни острів був окупований японцями з грудня 1941 по червень 1945. Його було названо Пулау-Майда (前田島, Maeda-shima). 1945 року Лабуан звільнено австралійськими військами, з 1963 увійшов до складу штату Сабах Малайзії.
В 1984 Лабуан було оголошено федеральною територією, влада була передана центральному уряду. З 1990 його було оголошено міжнародним офшорним фінансовим центром і вільною торговою зоною.

## Населення
Населення території — 78 тис. осіб (2000; 8,7 тис. в 1951), преважно малайці, меншість становлять китайці, філіппінці, індійці, бугіс, баджау.